# Heroes of Might and Magic
Heroes of Might and Magic: A Strategic Quest — компьютерная игра в жанре пошаговой стратегии с элементами RPG, родоначальник серии игр Heroes of Might and Magic. Heroes I была разработана и выпущена 31 августа 1995 года компанией New World Computing, которая на тот момент являлась самостоятельной компанией (позже она стала подразделением The 3DO Company). В 2000 году игра была портирована компанией KnowWonder Digital Mediaworks на Game Boy Color.
Локализацией игры в России занималась компания «Бука». Впервые официальная русская версия игры была выпущена 17 апреля 2003 года под названием «Герои меча и магии» в составе сборника «Герои меча и магии. Платиновая серия».

## Игровой процесс
Первая часть Heroes of Might and Magic заложила фундаментальные основы геймплея всей серии, будущие игры которой претерпевали, по большей части, лишь эволюционные изменения.

### Магия
При посещении строения «Гильдия магов» герой автоматически запоминает каждое заклинание, имеющееся в Гильдии, при этом число «зарядов» равно числу одного из четырёх основных параметров героя — знания. Таким образом, герой с параметром знания, равным 3, способен использовать каждое изученное заклинание три раза, после чего заклинание придётся изучить вновь. Заклинания по степени своей эффективности делятся на четыре уровня.

### Сражения

Экран боя

Поле битвы в Heroes of Might and Magic представлено гексагональной сеткой размеров в 5×7 шестиугольников. Каждое существо в битве обладает низкой, средней или высокой скоростью, позволяющей перемещаться соответственно на 1, 2 или 3 клетки за ход, однако область передвижения ограничивается естественными препятствиями на поле боя (деревья, камни, овраги и т. п.). Исключение составляют существа, имеющие способность к полёту: для них параметр скорости лишь регламентирует очерёдность хода, перемещаются же летающие существа на произвольное расстояние из любой точки. Сражение происходит по раундам, в которых очерёдность хода отрядов определяется по мере убывания их скорости. При наличии нескольких отрядов с одинаковой скоростью приоритет отдаётся самому верхнему отряду нападающего игрока (его войска всегда располагаются с левого края), затем порядок хода существ с равной скоростью чередуется слева направо и сверху вниз.
Помимо обычного экрана боя, существует режим осады. В нём на стороне нападающего действует катапульта, а на стороне защитника — стены и гарнизонная башня. Катапульта стреляет при первом ходе нападающего в раунде — это выполняется и относительно гарнизонной башни и защищающегося. Если из-за заклинаний противника и низкой морали все войска нападающего пропускают ход, то катапульта также не выстрелит. Ворота в замке не предусмотрены — никто из не способных к полёту отрядов не может входить или выходить из замка, пока какая-либо часть стены не будет разрушена. Поэтому большое значение при осаде имеет наличие у обеих сторон стрелков, летунов, атакующих заклинаний или заклинания телепортации. При этом за стеной замка рассчитано место только на пять отрядов, занимающих две клетки — поэтому защищающаяся сторона может занять гарнизон так, что никто из отрядов противника не сможет попасть за стены до их разрушения.

## Сюжет
Кампания Heroes of Might and Magic разворачивается в вымышленном фэнтезийном мире Энрот (англ. Enroth) на одноимённом континенте. За власть над этими землями разворачивается борьба между четырьмя правителями: лордом Морглином Айронфистом (рыцарем), королевой Ламандой (волшебницей), вождём Слейером (варваром) и колдуном Аламаром (чернокнижником). В сюжетной кампании, состоящей из девяти миссий, игрок может играть за любую из сторон.
В первой миссии четверо лордов встречаются в бою за небольшой город Предвратье, охраняемый драконом. Далее нужно захватить Архипелаг Древних, где изначально каждый из правителей владеет лишь одним из четырёх островов, связанных порталами и морскими путями. В третьей миссии боевые действия обусловлены поиском обелисков в Про́клятой долине, скрывающих местоположение Ока Гороса — артефакта, способного спасти эти земли. В четвёртой схватке соперники прибывают на центральный материк, где ведут ожесточённую борьбу на истребление. Сторона игрока захватывает спорные земли континента Энрот и начинает доминировать в войне. Теперь задачей номер один становится захват родных земель троих соперников, для этого в последующих трёх миссиях поочерёдно нужно захватить главный замок каждого соперника, несмотря на многочисленные нападения из многих других замков. В последней миссии игры все три побеждённых противника собирают последние силы и вместе объединяются в борьбе против героя игрока, которому, отбиваясь от их совместных атак, нужно захватить драконий остров. После захвата острова все три правителя сдаются и дают присягу новому владыке континента. По сюжетному канону в итоге побеждает рыцарь, лорд Морглин Айронфист. Во второй части серии — Heroes of Might and Magic II: The Succession Wars — описываются события в Энроте после его смерти.